# تادئوش شوسارسکی
تادئوش شوسارسکی (انگلیسی: Tadeusz Ślusarski; ۱۹ مهٔ ۱۹۵۰ – ۱۷ اوت ۱۹۹۸) ورزشکار پرش با نیزه اهل لهستان بود.